# Марсагишвили, Давид Леванович
Давид (Дато) Леванович Марсагишвили (груз. მარსაგიშვილი დავით (დათო) ლევანის ძე; род. 30 марта 1991 год, село Арша, Казбегский муниципалитет Казбеги, Хеви, республика Грузия, Грузинский борец вольного стиля, чемпион мира, чемпион Европы среди юниоров. чемпион Европы, бронзовый призёр чемпионата мира и олимпийских игр.

## Биография
Родился 30 марта 1991 года в селе Арша. Заниматься вольной борьбой начал с шести лет в 1997 году. Первым тренером был его отец Марсагишвили Леван Вахтангович. В настоящее время Давида тренируют Давид Хурция и отец борца Леван Марсагишвили.